# Скоробогатов Анатолій Васильович
Анатолій Васильович Скоробогатов (нар. 29 грудня 1949, м. Харків) — український історик, фахівець історії Другої світової війни, доктор історичних наук, професор Харківського національного університету імені В. Н. Каразіна.

## Біографія
Анатолій Скоробогатов народився 29 грудня 1949 року в м. Харкові в родині службовців.
Закінчивши 8 класів у середній школі № 53 м. Харкова, у 1964 році став студентом Харківського електромеханічного технікуму, який закінчив 1968 року, здобувши фах техніка-електрика.
Згодом він влаштувався на роботу в макетну майстерню, де працював до призову до лав Радянської армії в червні 1969 року. Після служби у 1971 році він влаштувався на роботу друкарем.
У 1972 році Анатолій Скоробогатов став студентом історичного факультету Харківського державного університету імені О. М. Горького, який закінчив у 1977 році з відзнакою.
Після закінчення університету став викладачем кафедри історії СРСР історичного факультету Харківського університету.
У 1985 році він захистив кандидатську дисертацію «Деятельность профсоюзов по улучшению условий труда и быта рабочего класса Украины в годы 8-й и 9-й пятилеток (1966—1975 гг.): (На материалах легкой промышленности)» (наук. керівник — професор Олександр Кучер), після чого через деякий час йому було присвоєне вчене звання доцента.
Того ж року починає займатися дослідженням історії Другої світової війни та зосереджувався на вивченні історії Харкова часів нацистської окупації. Працюючи над темою, досліджує документи в архівах України, Росії та Німеччини.
Після проголошення незалежності України у 1992 році перейшов на кафедру історії України, де працював до 2008 року. Викладав курс історії України новітньої доби та спеціальний курс з військової історії.
У жовтні 2006 році Анатолій Скоробогатов захистив докторську дисертацію (науковий консультант — професор Володимир Калініченко).
У середині 2000-х років почав досліджувати історію європейської інтеграції та стосунків Європейського Союзу і України, а також викладав з цього питання спеціальний курс
Монографія «Харків у часи німецької окупації (1941—1943)» перемогла у конкурсі Національної академії наук України на краще історичне дослідження подій Великої Вітчизняної війни 1941—1945 років в Україні до 60-річчя Перемоги.
На цей час проживає у Німеччині.

## Науковий доробок
Анатолій Скоробогатов є автором понад 60 наукових праць. До кола наукових інтересів належать проблеми історії України періоду Другої світової війни, а також історії євроінтеграції в другій половині XIX — на початку XX століть.
Основні праці:
- Скоробогатов А. В. Харків у часи німецької окупації (1941—1943). — Х.: Прапор, 2006. — 368 с.. — ISBN 966-7880-79-6.
- Встановлення в окупованому Харкові «нового порядку». Рух Опору // Історія міста Харкова XX століття. — X., 2004. — С.333—350.
- Харківське міське самоврядуваннѐ у 1941—1943 pp. // Березіль. — 1996. — № 7—8. — С. 139—162; № 9—10. — С.145—164.
- Україна на початку війни очима службовців вермахту // Схід — Захід. — X., 1997. — Вип. 1. — С. 208—227.
- Харківське міське самоврядуваннѐ в 1941—1943 pp. // ВХУ. — 1997. № 396: Історія. — Вип. 29. — С. 167—175.
- ОУН у Харкові за часів окупації (1941—1943 pp.) // УІЖ. — 1999. — № 6. — С.81—89.
- Планування нацистською Німеччиною винищувальної війни проти СРСР // ВХУ. — 2003. —№ 594: Історія. — Вип. 35. — С. 117—126.
- Чи очікували в Україні на німців-визволителів? // Сторінки воєнної історії України. — К., 2003. — Вип. 7, ч. 1. — С. 234—243.
- «Жизнь с врагом»: повседневная жизнь в оккупированном немцами Харькове (1941—1943) // Эпоха. Культура. Люди (история повседневности и культурная историяѐ Германии и Советского Сояза. 1920—1950-е годы). — X., 2004. — С.312—325.
- Анатолій Скоробогатов. Про Юрія Шевельова, колаборацію й обов’язок пам’яті. Historians. 7 жовтня 2013. Процитовано 31 січня 2021.

## Родина
- Мати - Скоробогатова (уроджена Бордюг) Галина Григорівна.[4]